# 중동 센트럴파크 푸르지오
중동 센트럴파크 푸르지오(Jungdong Central Park Prugio)는 경기도 부천시 원미구 중동에 위치한 주상복합 아파트 단지이다. 6개 동으로 구성되어 있고 세대 수와 주차 대수는 아파트 999세대+1,288대, 오피스텔 52세대+66대이다.

## 같이 보기
- 중동 리첸시아
- 푸르지오